# Арват, Фёдор Степанович
Фёдор Степа́нович Арва́т (укр. Федір Степанович Арват; 18 апреля 1928 года, село Александровка, ныне Подольский район Одесская область, Украина — 2 ноября 1999 года, Нежин, Черниговская область, Украина) — советский и украинский языковед и педагог, кандидат филологических наук (1964), профессор (1989). Академик Академии педагогических наук Украины (1992). Заслуженный работник народного образования Украины (1999).

## Биография
Фёдор Степанович Арват родился 18 апреля 1928 года в селе Александровка, ныне Подольского района Одесской области, в крестьянской семье. Окончил школу в родном селе, параллельно с учёбой трудился в колхозе наравне со взрослыми.
В 1952 году окончил филологический факультет Одесского университета, получив специальность учителя украинского языка и литературы. Один год работал учителем средней школы в селе Старые Бросковцы Сторожинецкого района Черновицкой области.
В 1956 году окончил аспирантуру, после чего в 1956—1961 годах работал методистом, а затем заведующим отделом Черновицкого института усовершенствования квалификации учителей. В 1961—1975 годах — преподаватель, доцент кафедры украинского языка Черновицкого государственного университета. Десять лет занимал пост декана филологического факультета ЧГУ.
В 1964 году защитил кандидатскую диссертацию на тему «Иван Франко как переводчик („Мертвые души“ Н. В. Гоголя в переводе И. Я. Франко)».
В 1976 году перешёл работать в Нежинский педагогический институт (ныне — Нежинский государственный университет имени Николая Гоголя), где был проректором по учебной работе (1976—1977), ректором (1978—1995), советником ректора (1996—1999). В 1991 году избран профессором по кафедре украинского языка Нежинского педагогического института.
Работая в Нежине, подготовил пять докторов наук: Г. В. Самойленко (1988), В. Г. Янушевского (1989), И. М. Гетмана (1992), О. Г. Ковальчука (1993), В. П. Яковца (1993), А. Я. Ростовского (1994). Неоднократно избирался делегатом на всесоюзные и республиканские съезды учителей.
Постановлением Кабинета Министров Украины от 16 июня 1992 года профессор Ф. С. Арват был утвержден действительным членом-основателем Академии педагогических наук Украины.
Умер 2 ноября 1999 года.

## Научная деятельность
Основной сферой научных интересов Ф. С. Арвата как языковеда было творчество Н. В. Гоголя и проблемы перевода его творчества на украинский язык.

### Основные работы
- Арват Ф. С. Звертання в перекладі Івана Франка «Мертвих душ» Гоголя / Ф. С. Арват // Міжвузівська наукова конференція Чернівецького університету з проблем синтаксису української мови: тези доп. — Чернівці, 1965. — С. 140—142.
- Арват Ф. С. Із спостережень над мовою перекладу І.Я. Франка поеми Гоголя «Мертві душі» // Збірник, присвячений 100-річчю з дня народження Івана Франка. Праці Одеського держ. унів-ту ім. І.І. Мечникова. — Т. 146. — Одеса, 1956. — С. 73-85.
- Арват Ф. С. Народні українські мовні елементи в перекладі «Мертвих душ» М. В. Гоголя Іваном Франком // Тези доповідей XXIнаукової сесії Чернівецького університету. Секція філологічних наук. — Чернівці, 1965. — С. 42-45.
- Арват Ф. С. Перші переклади творів М. В. Гоголя українською мовою // Література та культура Полісся : зб. наук. ст. / Ніжин. держ. пед. ін-т ім. Миколи Гоголя; відп. ред. та упоряд. Г. В. Самойленко. — Ніжин, 1992. — Вип. 3. Гоголь М. В. — випускник Ніжинської гімназії вищих наук та його творчість. — С. 138—149.
- Арват Ф. С. Про синтаксичну співвідносність в структурі фразеологізмів української та російської мов (на матеріалі перекладу «Мертвих душ» М. В. Гоголя Іваном Франком) // Тези доповідей ХХІІ наукової сесії Чернівецького університету. Секція філологічних наук. — Чернівці, 1966. — С. 18-21.
- Арват Ф. С. Синтаксичні питання перекладу: на матеріалі перекладу «Мертвих душ» М. В. Гоголя Іваном Франком // Тези доповідей XXI наукової сесії Чернівецького університету. Секція філологічних наук. — Чернівці, 1965. — С. 8-42.
- Арват Н. Н., Арват Ф. С. К вопросу о переводе поэмы Н. В. Гоголя «Мертвые души» на украинский язык // Ученые записки Черновицкого университета. — Черновцы, 1961. — Т. 43, вып. 12. — (Серия филологических наук).
- Иван Франко как переводчик («Мертвые души» Н. В. Гоголя в переводе И. Я. Франко): автореф.дис.на соискание уч.степени канд. филол. наук; Черновиц.гос.ун-т. — Черновцы, 1968. − 25 с.
- «Народные украинские языковые элементы в переводе Иваном Франко» Мертвых душ "Н. В. Гоголя ",
- «Обращение в переводе» Мертвых душ «Иваном Франко».

Ф. С. Арват интересовался проблемами перевода как таковыми, осветив эту тему в работах:
- Арват Ф. С. До питання про становлення реалістичних традицій художнього перекладу в українській літературі ІІ половини XIX ст. //Праці Одеського державного університету імені І. І. Мечникова. — Одеса, 1958. — Т. 148: Збірник молодих вчених, вип. 2. Філологічні науки. — С. 161—168.
- Арват Ф. С. З історії українського перекладу ІІ половини XIX ст.: М. Старицький як перекладач / Ф. С. Арват // Матеріали XIX наукової сесії Чернівецького університету. Секція філологічних наук : тези доп. — Чернівці, 1963
- Арват Ф. С. З історії українського перекладу ІІ половини XIX ст.: П. А. Грабовський і Л. Українка як теоретики перекладу / Ф. С. Арват // Тези доповідей XX наукової сесії Чернівецького університету. Секція філологічних наук. — Чернівці, 1964. — С. 63-64.
- Арват Ф. С. Іван Франко — перекладач на українську мову творів М. Є. Салтикова-Щедріна // Матеріали міжвузівської ювілейної наукової конференції, присвяченої 110-річчю з дня народження і 50-річчю з дня смерті Івана Франка / Житомир. держ. пед. ін-т ім. І. Франка. — Житомир, 1966.
- Арват Ф. С. Переклад з російської літератури як одне з джерел збагачення лексики української мови / Ф. С. Арват // Тези доповідей VI української славістичної конференції (13-18 жовт., 1964). — Чернівці, 1964.
- Арват Ф. С. Максим Рильський — теоретик перекладу // Питання літературознавства і мовознавства : тези доп. та повід. респ. наук. конф.(травень, 1967 р.) / Харків. ун-т.-Х., 1967. — С. 229—230.
- Арват Ф. С. Старицький М. П. як перекладач // Література та культура Полісся: зб.наук.ст. /Ніжин. держ. пед. ін-т ім. Миколи Гоголя; відп. ред. та упоряд. Г. В. Самойленко. — Ніжин, 1992. — Вип. 3. Гоголь М. В. — випускник Ніжинської гімназії вищих наук та його творчість. — С. 150—160.

Вместе с супругой Н. Н. Арват был соавтором учебников русского языка для средних школ с молдавским языком обучения, неоднократно переиздававшихся:
- Русский язык: учеб. для ІV кл.школ УССР с молдавским языком обучения/ Ф. С. Арват, В. А. Остафьев. — К.; Черновцы: Рад. шк. — 1973.
- Русский язык: учеб.для 5-6 классов школ УССР с молдавским языком обучения/ Н. Н. Арват, Ф. С. Арват, Е. Я. Павлюк.-К.; Черновцы: Рад. шк.,1973, 1975, 1979, 1982, 1986, 1990.-360 с.
- Русский язык: учеб.для 7-8 кл.школ УССР с молдавским языком обучения / Н. Н. Арват, Ф. С. Арват, Е. Я. Павлюк.-К.; Черновцы: Рад. шк., 1974, 1977, 1980, 1983, 1988.-158 с.

Был редактором и соавтором нескольких учебных пособий:
- Родинно-сімейна енциклопедія : [навч.-метод. посіб. для вищ. навч. закл. і загальноосвіт. шкіл] / МОН України, Інститут змісту і методів навчання; заг. ред.: Ф. С. Арват, П. М. Щербань, Є. І. Коваленко. — К. : Богдана, 1996. − 438 с.

## Семья
Супруга — Нинель Николаевна Арват, языковед.
Две дочери: Елена (в замужестве Бурбак) и Ярослава (в замужестве Андреева).
Внук — Максим Бурбак, украинский политик и предприниматель.

## Награды
- орден Трудового Красного Знамени
- орден Дружбы народов
- Заслуженный работник образования Украины (1 октября 1999) — за весомый личный вклад в развитие национального образования, внедрение современных методов обучения и воспитания молодёжи[1].

## Ссылка
- По дороге науки, мудрости и добра (к 80-летию со дня рождения Федора Степановича Арват)